# Provița de Sus
Provița de Sus is een Roemeense gemeente in het district Prahova.
Provița de Sus telt 2184 inwoners.